# Felsőtold
Felsőtold è un comune dell'Ungheria di 175 abitanti (dati 2001). È situato nella contea di Nógrád.